# Кокуй (Ленинск-Кузнецкий район)
Коку́й — посёлок в Ленинск-Кузнецком районе Кемеровской области. Входит в состав Краснинского сельского поселения.

## География
Центральная часть населённого пункта расположена на высоте 218 метров над уровнем моря.

## Население
По данным Всероссийской переписи населения 2010 года, в посёлке Кокуй проживает 264 человека (126 мужчин, 138 женщин).